# Eschbach-au-Val
Eschbach-au-Val je občina v departmaju Haut-Rhin francoske regije Alzacija.
Leta 1990 je v občini živelo 375 oseb oz. 77 oseb/km².